# مقنب (العدين)

تعديل مصدري - تعديل

مقنب محلة تابعة لقرية الجعاري، التابعة لعزلة الجبلين بمديرية العدين إحدى مديريات محافظة إب في الجمهورية اليمنية.، بلغ تعداد سكانها 49 حسب تعداد اليمن لعام 2004.